# Kenneth Martin
 Kenneth Martin (* 13. April 1905 in Sheffield, Yorkshire, Großbritannien; † 21. November 1984 in London, Großbritannien) war ein britischer Maler und Bildhauer. Er gilt als ein wichtiger Vertreter des Konstruktivistischen Kunst und der Kinetischen Kunst in Großbritannien. Er war zusammen mit seiner Frau Mary Martin und Victor Pasmore eine der führenden Persönlichkeiten in der Wiederbelebung des Konstruktivismus in Großbritannien und Amerika in den 1940er Jahren.

## Leben und Werk
Kenneth Martin besuchte erst die Sheffield School of Art, bevor er von 1929 bis 1932 mit Stipendium am Royal College of Art in London studierte. Dort lernte er Mary Balmford (1907–1969) kennen, die er 1930 heiratete und die als Mary Martin ebenfalls eine weltweit bekannte Künstlerin wurde.
In den 1930er Jahren malte Martin in einem naturalistischen Stil und kam in Kontakt mit der Euston Road School, zu der unter anderem William Coldstream, Victor Pasmore, Claude Rogers, Maurice Feild und Graham Bell gehörten. Vor allem die Bekanntschaft mit Victor Pasmore sollte seine Kunst prägen.
Martin begann in den 1940er Jahren nach und nach immer abstrakter zu malen. Ab dem Jahr 1951 schuf er seine ersten Metallkonstruktionen und kinetische Skulpturen als mobile Drahtplastiken, die auf mathematischer Logik beruhten. Von 1946 bis 1967 war er Gastdozent am Goldsmith College of Art in London.
Martins besonderes Interesse galt auch der Geometrischen Abstraktion. Er arbeitete eng mit den Vertretern des Konstruktivismus im England der 1950er Jahre, wie Victor Pasmore, Adrian Heath, John Ernest, Anthony Hill, Stephen Gilbert und Gillian Wise zusammen.
Kenneth and Mary Martin nahmen zusammen mit Pasmore an einer Reihe von Gruppenausstellungen in den 1950er Jahren teil. Kenneth and Mary hatte ihre erste gemeinsame Einzelausstellung im Institute of Contemporary Arts (ICA) in London im Jahr 1960. In den 1960er Jahren hielt Kenneth Martin einen Kurs in der Barry Summer School und rekrutierte seinen Ex-Schüler Peter Lowe als seinen Assistenten.
Kenneth Martin war Teilnehmer der 4. Biennale von San Marino 1963, der 8. Biennale von Tokio 1965 und im Jahr 1968 mit 12 kinetischen Metall-Objekten und Skulpturen Teilnehmer der 4. documenta in Kassel.
Ab dem Jahr 1969, nach dem Tod seiner Frau, schuf er seine Chance and Order-Arbeiten. Dies waren Folgen und Serien von Zeichnungen, Bildern und Druckgrafiken, die sich mit der Kombination von Zufall (Chance) und System (Order) beschäftigten. Mit diesen Arbeiten war er auch auf der documenta 6 im Jahr 1977 vertreten.